# اولجينات
أولجينات ( Brianzöö : Ulginàa ) هي كوموني (بلدية) في مقاطعة ليكو في منطقة لومباردي الإيطالية ، وتقع على بعد حوالي 40 كيلومتر (25 ميل) شمال شرق ميلانو وحوالي 6 كيلومتر (4 ميل) جنوب ليكو . اعتبارًا من أكتوبر 2010 ، كان عدد سكانها 7200 نسمة ومساحتها 7.9 كيلومتر مربع (3.1 ميل2) . 
بلدية أولجينات تحتوي على الفرزيوني (التقسيم الفرعي) كونسونو.
تقع اولجينات على حدود البلديات التالية: ايرونو وبريفيو و كالزيوكورتي و قالبياتي و غارلاتي و فالغريغنتينو و فيركوراغو .
يخدمها محطة سكة حديد Calolziocorte-Olginate .

## روابط خارجية
- www.comune.olginate.lc.it/